# Імперія почуттів
«Імперія почуттів» або «Корида кохання» (яп. 愛のコリーダ, Ай но кори:да) — французько-японський еротичний фільм-драма 1976 року, поставлений японським кінорежисером Наґісою Осімою.

## Сюжет
Дія фільму відбувається в Токіо в 1930-х роках у заможному кварталі та заснована на скандально-відомій кримінальній справі Сади Абе.
Міщанин і власник маєтку Кітідзо Ісіда спокусився новенькою служницею. Вона виявляється також утриманкою у літніх і впливових містян. Між нудьгуючим Ісідою і загубленою Садою стосунки нестримно розвиваються. Ісіда дедалі більше нехтує дружиною й усіма справами, віддаючись власній пристрасті. Він знімає окрему квартирку і живе на дві домівки. Оточення засуджує коханців як збоченців, але ті відкривають для себе все нові й нові аспекти пристрасних стосунків.
З часом коханці знаходять особливі задоволення в екстремальних відчуттях. Пройшовши щипки та удари, вони придумали використати задушення один одного. Ісіда побоюється завдати шкоди дівчині, вона ж душить Ісіду сміливіше. Поступово тривалість її задушення збільшується і одного разу, з необережності, вона вбиває свого коханця. Збожеволівши від горя, Саду відрізує його геніталії і безцільно тиняється вулицями Токіо, поки її не заарештовує поліція.

## У ролях
| • Тацуя Фудзі    | … | Кітідзо Ісіда  |
| • Ейко Мацуда    | … | Сада Абе       |
| • Аой Накадзіма  | … | Току           |
| • Акіко Кояма    | … | гейша          |
| • Тайдзі Тонояма | … | старий бродяга |
| • Мейка Сері     | … | Мацуко         |
| • Канае Кобаясі  | … | літня гейша    |
| • Кедзі Коконон  | … | учитель Омія   |

## Знімальна група
- Автор сценарію — Наґіса Осіма, Кодзі Вакамацу
- Режисер-постановник — Наґіса Осіма
- Продюсер — Анатоль Доман
- Оператор — Хідео Іто
- Композитор — Мінору Мікі
- Художник-постановник — Сіґемаса Тода
- Художник по костюмах — Масахіро Като, Сіґемаса Тода
- Художник-декоратор — Дзюсьо Тода
- Монтаж — Патрік Совіон, Кейіті Ураока

## Обмеження на показ
Фільм містить відверті сцени статевого акту і орального сексу.
У 1976 році фільм «Імперія почуттів» став сенсацією Каннського міжнародного кінофестивалю, де його назвали «першим великим еротичним фільмом». На фестивалі, за побажаннями глядачів, він демонструвався на 13 екранах, раніше такого широкого показу не було ніколи. Фільм також здобув Спеціальний приз на Чиказькому міжнародному кінофестивалі та премію Сазерленд Трофі Британської кіноакадемії.
В Японії фільм показали у скороченій версії (83 хвилин), при цьому у відвертих сценах інтимні подробиці були зафарбовані білими хмарками. Після випуску сценарію в Японії Осіму віддали під суд, де він продовжував тяжбу з владою чотири роки, але його виправдали. У США і Європі фільм узагалі заборонили до широкого показу.
Фільм «Імперія почуттів» входить до списку дванадцяти найбільше шокуючих фільмів останніх тридцяти років, складений британським «Times Online». Усі ці фільми свого часу отримали рейтинг X.
В СРСР стрічка потрапила в 1990 році та пройшла обмеженим прокатом. Демонстрація фільму супроводжувалася протестами, пов'язаними з непристойним характером стрічки, який міг шокувати глядачів.

## Визнання
| Рік  | Кінофестиваль/кінопремія           | Категорія/нагорода    | Номінант         | Результат |
| ---- | ---------------------------------- | --------------------- | ---------------- | --------- |
| 1976 | Британський кіноінститут           | Сазерленд Трофі       | Наґіса Осіма     | Перемога  |
| 1976 | Міжнародний кінофестиваль у Чикаго | Спеціальний приз журі | Імперія почуттів | Перемога  |
| 1976 | Кінопремія Hochi                   | Найкращий актор       | Тацуя Фудзі      | Перемога  |